# Paradolmen d'en Garcia
El Paradolmen d'en Garcia és un paradolmen megalític del Massís de Cadiretes, al municipi de Tossa de Mar, (La Selva), inclòs a l'Inventari del Patrimoni Arqueològic i Paleontològic de Catalunya.
La cambra sepulcral està formada per un bloc erràtic a ponent i amb la penya natural a llevant. La coberta es troba falcada per petits blocs erràtics i paret de pedra seca, i amida 2,60 per 2,40 m i 0,70 de gruix. L'entrada es devia efectuar a través d'un curt corredor, conservat només en part. L'entrada és orientada al sud i la cambra amida 2,20 m de llarg per 1 m d'ample i 0,90 m d'alçada màxima.
Fou identificat per Agustí Garcia l'any 1974 i excavat l'any 1979. Pel tipus arquitectònic es pot datar entre el 2500 i el 2200 aC.